# Sturlungar

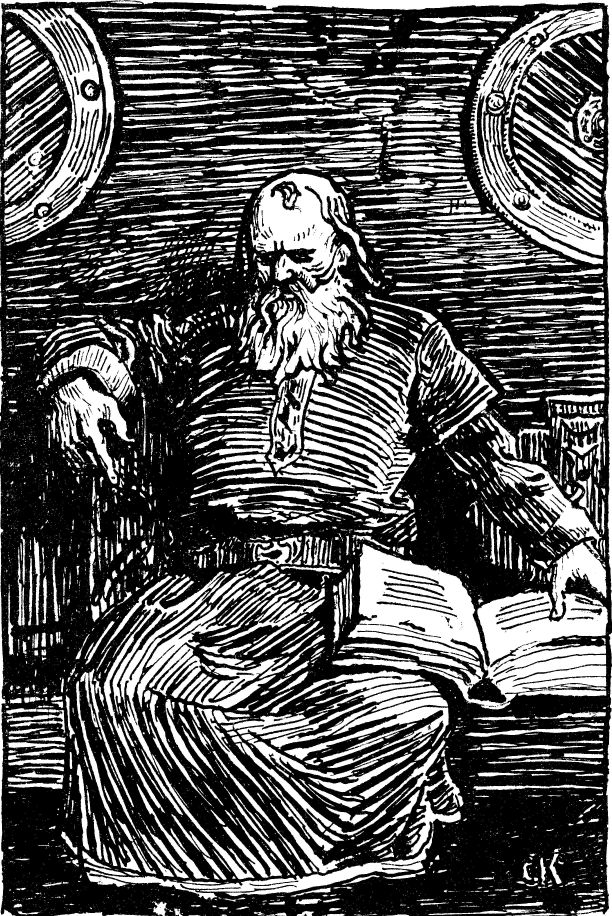
Snorre Sturluson. Illustration de Christian Krogh (1899).

Les Sturlungar étaient un clan familial qui a dominé l'Islande pendant le XIIIe siècle, période connue comme l'âge des Sturlungar.

## Histoire
Le patriarche des Sturlungs était Sturla Þórðarson, dont les spécialistes pensent qu'il est né vers 1115. Il a hérité son Goði (domaine, royaume ou zone d'influence) de son père Þórður Gilsson. Sturla s'est beaucoup disputé avec Einar Þorgilsson de Staðarhóll et de nombreux autres chefs. Jón Loftsson, un homme très respecté, a servi de médiateur dans l'une de ces disputes. On lui confia ensuite l'éducation du fils de Sturla, Snorri Sturluson, qui devint plus tard le plus influent des Sturlungs et le plus célèbre en raison de ses travaux littéraires. Snorri avait deux frères, Þórður Sturluson et Sighvatur Sturluson.
Les descendants de Sturla ont joué un rôle important dans la guerre civile de l'âge des Sturlungs, notamment ses fils Snorri et Sighvatur, et le fils de Sighvatur, Þórður kakali Sighvatsson. Un autre Sturlung notable était Sturla Thórðarson, fils de Þórður Sturluson, qui a combattu avec Þórður kakali. Il a écrit la saga Íslendinga, la plus longue partie de la saga Sturlunga, et Hákonar saga gamla, l'histoire d'Haakon IV de Norvège. Certains chercheurs lui attribuent également la paternité de la Kristni saga et une transcription du Landnámabók.
La rédaction des Sagas des Islandais a commencé avec les Sturlungs, et nombre de celles écrites avant 1280 sont leur œuvre, ou ont été écrites sur leur ordre.